# Верхняя таламостриарная вена
Верхняя таламостриарная вена, или терминальная вена проходит между полосатым телом (стриатумом) и таламусом. В неё вливаются многочисленные мелкие вены от обеих этих структур. Перед сводом конечного мозга верхняя таламостриарная вена соединяется с веной сосудистого сплетения и образует внутреннюю мозговую вену.